# LOVE LETTER (BoAの曲)
「LOVE LETTER」（ラヴ・レター）は、BoAの24枚目のシングル。

## 解説
- 表題曲は共作ではあるものの、BoA自身が作詞を手掛けている。
- 「CDのみ」「CD＋DVD」の2形態。
- 「愛しい人、大切な人に"想い"を伝えること」をテーマにした曲である。
- カップリングにもタイアップがついており、実質トリプルA面のようなシングルである。
- 韓国版オリジナルアルバム『Don't start now - Jumping into the World』(2001年3月1日リリース)にも同名タイトルの曲（Love letter）が収録されているが、本作とは全く別物である。

## 特典
購入者限定ファンクラブ特典
- 期間限定SOUL特典サイト。
- 購入者先着特典
- B2サイズポスター。（絵柄は告知ポスターと異なる。一部対象外の店舗あり。）
- このポスターの入手には、DVDつき形態のものにしかついてこなかったり、発売日当日になくなるところもあれば、発売から1ヶ月以上経っても残っていたりと、店によってかなりの差が出た。

初回盤
- ボーナストラック、『LOVE LETTER（Winter Acoustic Mix）』を収録。
- 2007年12月10・11日に行われる、BoA THE LIVE "X'mas" のチケット先行販売情報の封入。

これらの特典は、全て2形態共通である。

## 収録曲

### CD
1. LOVE LETTER
  - 作詞：BoA、渡辺なつみ／作曲：葛谷葉子／編曲：YANAGIMAN
2. Diamond Heart
  - 作詞：西田恵美／作曲・編曲：ArmySlick
3. Beautiful Flowers
  - 作詞：藤林聖子／作曲・編曲：h-wonder
4. LOVE LETTER（Winter Acoustic Mix）（初回盤のみ）
5. LOVE LETTER（Instrumental）
6. Diamond Heart（Instrumental）
7. Beautiful Flowers（Instrumental）

### DVD
1. LOVE LETTER (Music Video)

## タイアップ
LOVE LETTER
- 日本テレビ系『いただきマッスル!』9月度エンディングテーマ
- エムティーアイ「music.jp」CMソング

Diamond Heart
- 東芝携帯電話「W53T」CMソング
- 東芝携帯電話「W54T」CMソング

Beautiful Flowers
- TBS系プロ野球中継「ザ・プロ野球」2007年度テーマソング

## -The Greatest ver.-
『LOVE LETTER -The Greatest ver.-』(ラブ・レター -ザ・グレイテスト・バージョン-)はBoAの配信限定シングル

### 解説
日本デビュー20周年を記念して行われるセルフカバー・プロジェクトの第8弾。
本作は切ない雰囲気を漂わすボーカルにピアノとストリングスアレンジを加えて仕上げたと言う。

### 収録曲
1. LOVE LETTER -The Greatest ver.- (5:02)
作詞：BoA、渡辺なつみ / 作曲：葛谷葉子 / 編曲：Kosuke Yamashita